# Baronía de Prado Hermoso
La baronía de Prado Hermoso es un título nobiliario español creado por la reina Isabel II y concedido, con el vizcondado previo de Casa Clarós, a Juan Clarós de Ferrán, secretario honorario de la reina, el 21 de julio de 1849 por real decreto y el 25 de noviembre de 1850 por real despacho.
En 1993, durante el reinado de Juan Carlos I, fue rehabilitado en persona de Carlos Neuenschwander y Clarós. Actualmente, el título lo ostenta su hijo, Domingo Neuenschwander y Chassot.

## Barones de Prado Hermoso
|                                  | Titular                          | Periodo                |
| Creación por Isabel II           | Creación por Isabel II           | Creación por Isabel II |
| -------------------------------- | -------------------------------- | ---------------------- |
| I                                | Juan Clarós de Ferrán            | 1850-¿?                |
| Rehabilitación por Juan Carlos I |                                  |                        |
| II                               | Carlos Neuenschwander y Clarós   | 1993-¿?                |
| III                              | Domingo Neuenschwander y Chassot | 2010-hoy               |

## Concesión
La acreditación de los méritos de Juan Clarós de Ferrán, necesarios para obtener un título nobiliario, se cursó el 22 de octubre de 1848.  Cinco meses después, el 22 de marzo de 1849, Ferrán solicitaba la concesión de un título con la denominación de marqués de Prado Hermoso, junto al vizcondado previo de Casa Clarós que, como marcaba la legislación, debía suprimirse a la hora de despachar la merced principal. El informe del Consejo Real se remitió el 18 de junio de 1949 en tono negativo:

El Consejo Real, en su sección de Estado y Gracia y Justicia, recomienda que después de estudiar el expediente dice que no debe concederse al Doctor don Juan Clarós de Ferrán la alta merced que solicita. Que S. M. se digne de resolver lo más aceptado.
Citado de Cárdenas Piera, El apellido Claros en su nobleza.

Finalmente, el 21 de julio de 1849 Isabel II se decantó por conceder el título solicitado pero como baronía, en lugar de marquesado, en atención a «los servicios y méritos de un antepasado del pretendiente, guerrillero en la Guerra de la Independencia». El real despacho tendría lugar el 25 de noviembre de 1850.

## Historia de los barones de Prado Hermoso
- Juan Clarós de Ferrán, I barón de Prado Hermoso, consejero y secretario honorario de la reina Isabel II, caballero de la Orden de Carlos III y de Isabel la Católica, doctor en ambos derechos y abogado de los tribunales del reino.[4] Casó con María Dolores Fors de Casamayor (hermana de Luis Ricardo Fors).

El 4 de marzo de 1993, tras solicitud cursada el 4 de junio de 1948 (BOE del 31 de agosto) y real decreto del 22 de enero de 1993 (BOE del 1 de febrero), sucedió, por rehabilitación:
- Carlos Neuenschwander y Clarós, II barón de Prado Hermoso.

El 13 de septiembre de 2010, tras solicitud cursada el 17 de marzo de ese año (BOE del día 31 de ese mes) y orden del 26 de julio para que se expida la correspondiente carta de sucesión (BOE del 11 de agosto), le sucedió su hijo:
- Domingo Neuenschwander y Chassot, III barón de Prado Hermoso.